# Loch Hourn
Loch Hourn (Schottisch-gälisch: Loch Shubhairne) ist ein Loch in den Highlands an Schottlands Westküste. Der langgezogene Fjord mündet in den Sound of Sleat, der das schottische Festland von der Isle of Skye trennt.

## Lage
Im Süden wird der insgesamt etwa 20 km lange Loch Hourn von der Halbinsel Knoydart begrenzt, im Norden von den westlichen Ausläufern von Kintail. An der Mündung in den Sound of Sleat ist Loch Horn noch etwa zwei Kilometer breit, verengt sich dann auf etwas über 1,5 Kilometer, bis es sich ab der Barrisdale Bay, etwa auf halber Länge, auf etwa 300 bis 400 Meter Breite verschmälert. Der Tidenhub beträgt 3–5 m. Einige der gut ein Dutzend kleinen ufernahen Inseln des Lochs sind bei Ebbe zu Fuß erreichbar.
Loch Hourn wird auf beiden Ufern von Bergen mit steilen Flanken gesäumt, das Loch wird daher oft als dasjenige bezeichnet, das am meisten an norwegische Fjorde erinnert. Südlich wird das Loch vom Ladhar Bheinn überragt, dem höchsten Munro auf Knoydart, nördlich liegt mit dem Beinn Sgritheall ein weiterer Munro. Das Ostende wird von der Westseite des Sgùrr a’ Mhaoraich überragt.

## Siedlungen
Am östlichen Ende liegt die kleine Ansiedlung Kinloch Hourn, die über eine etwa 36 km lange Single track road von Invergarry an der A87 durch das Glen Garry erreichbar ist. Das Südufer ist weitgehend unbewohnt. Am Nordufer liegen die kleinen Ortschaften Arnisdale und Corran am Ende einer Straße von Loch Duich über Glenelg. Entlang der Ufer von Loch Hourn existieren lediglich Fußpfade. 
Wie bei Loch Ness und Loch Morar gibt es auch bei Loch Hourn Legenden und Berichte über ein Seeungeheuer.